# Unidad del Sistema Informativo de la Nación Argentina
La Unidad del Sistema Informativo de la Nación Argentina (USINA) es un servicio que recopila, sistematiza y distribuye información provista por distintos medios a nivel nacional de la República Argentina mediante un acceso restringido.

## Funcionamiento
Este servicio pertenece a la Secretaría de Medios de Comunicación de la Jefatura de Gabinete de Ministros pero durante un tiempo no se proporcionaba información oficial sobre el mismo el cual se encontraba restringido a funcionarios de gobierno. Luego mediante Resolución 741/2015 de dicha secretaría se definió a esta unidad de la siguiente forma:
USINA consiste en una plataforma interna de noticias perteneciente a la Secretaría de Comunicación Pública y a través de la cual, los usuarios previamente registrados pueden acceder a las noticias de los principales medios de comunicación nacionales, en forma permanente y continua durante todos los días del año.
El servicio cuenta tanto la realización de síntesis de prensa en formato papel como en formato digital, así como el acceso a un sistema web donde se encuentra el archivo de notas periodísticas, videos de grabación continua de canales de televisión y emisoras radiales, así como los portales web nacionales.
Debido al manejo que se realiza con la información, su clasificación y organización se puede considerar un servicio que realiza OSINT.